# Giedo van der Garde
Giedo van der Garde, né le 25 avril 1985 à Rhenen dans la province d'Utrecht, est un pilote automobile néerlandais.

## Biographie

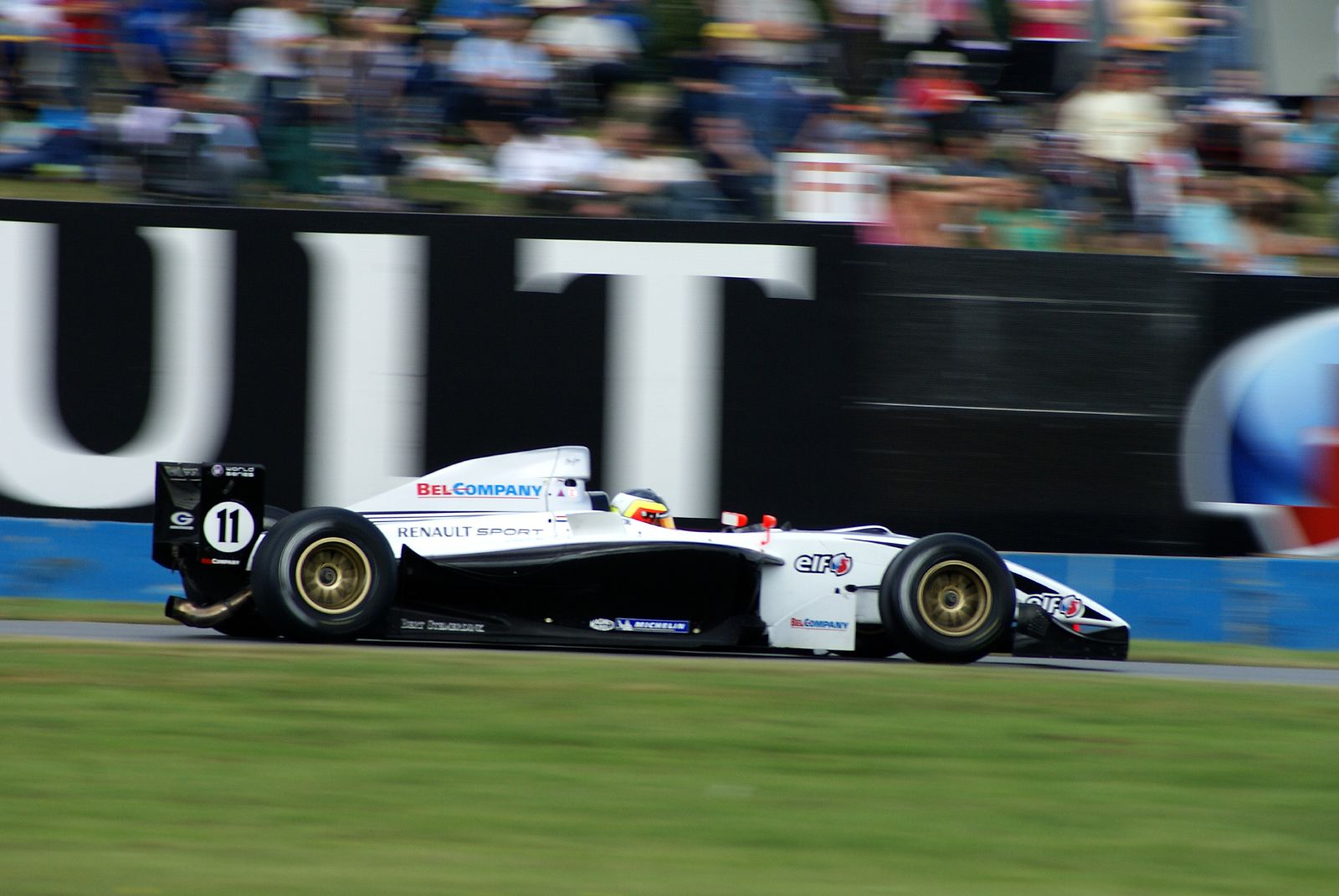
Giedo Van der Garde, en World Series by Renault, en 2007

Après quelques années passées en Formule 3 Euro Series puis World Series by Renault, Giedo van der Garde devient, en 2007, pilote-essayeur pour Super Aguri F1 mais la faillite, la même année, de l'écurie le force à retourner en World Series by Renault ; il remporte le championnat en 2008, ce qui lui vaut un contrat de pilote-essayeur chez Renault F1 Team.
En lice pour rejoindre l'écurie Virgin Racing en 2011 et devenir le premier Néerlandais à prendre part à un Grand Prix depuis l'éviction de Christijan Albers en 2007, cette option s'envole le 21 décembre 2010 lorsqu'un autre pilote du Benelux, Jérôme d'Ambrosio, lui est préféré. 
Van der Garde se tourne alors vers Force India et HRT, sans succès.

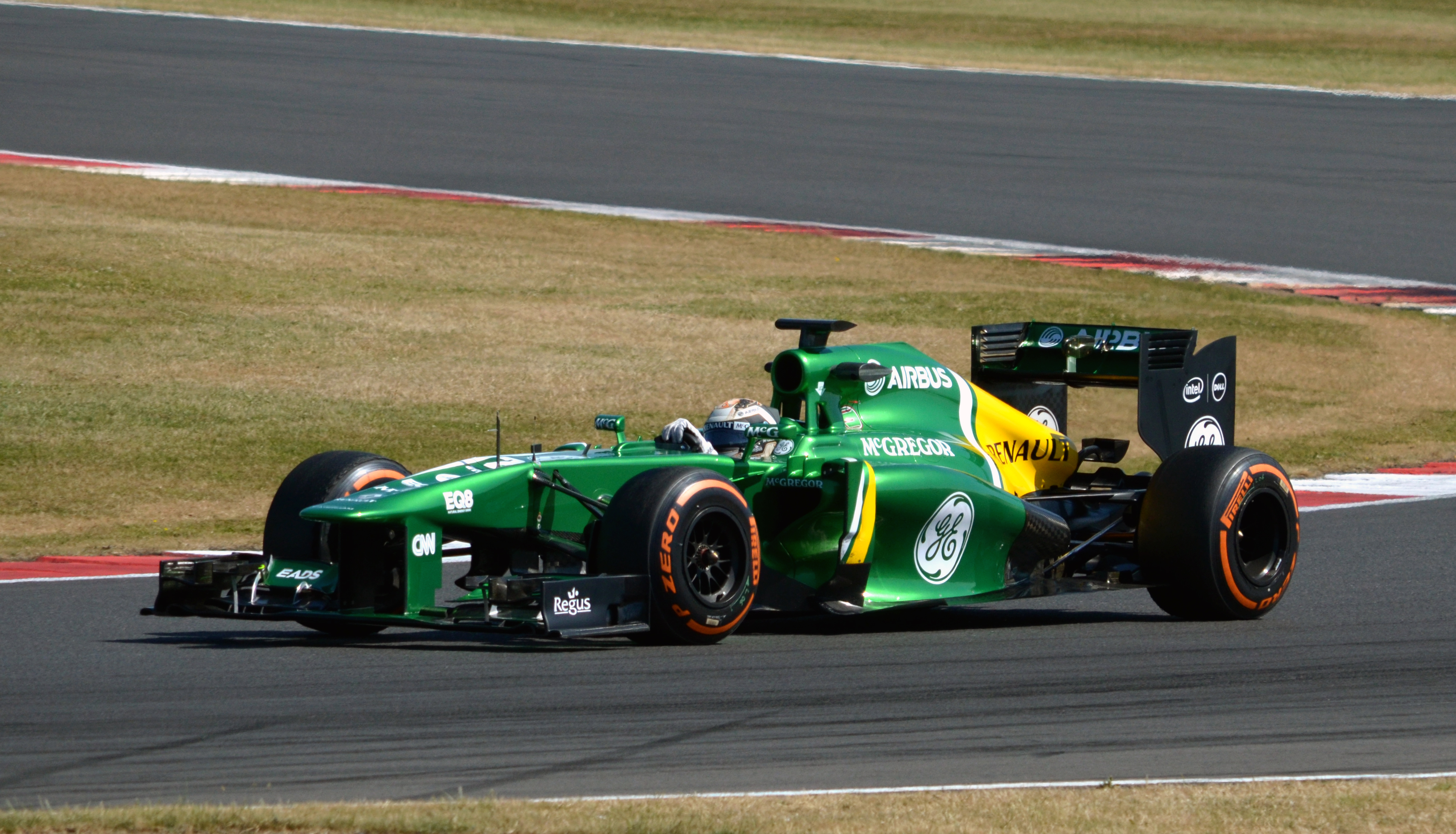
Giedo van der Garde sur le circuit de Silverstone, au volant de la Caterham CT03.

En 2012, en parallèle à son engagement en GP2 Series, il devient troisième pilote pour Caterham F1 Team. Caterham le titularise aux côtés de Charles Pic pour 2013. Participant à dix-neuf courses, il termine la saison vingt-deuxième en n'ayant inscrit aucun point. 
Sauber, l'écurie dont il était pilote-essayeur en 2014, rompt son contrat de titularisation pour 2015 à l'intersaison. À la suite d'une décision de justice, Giedo van der Garde obtient, à deux jours du début de saison, le droit de participer au Grand Prix inaugural, en Australie en tant que titulaire ; l'écurie fait immédiatement appel,. La veille des premiers essais libres, les juges déboutent Sauber et confirment la validité du contrat du pilote hollandais. Une dernière condition se pose néanmoins puisque Van der Garde n'a pas de superlicence active auprès de la FIA, sésame indispensable pour courir en Formule 1. Une seconde action en justice est alors lancée par le pilote qui souhaite qu'une procédure de saisie des équipements de Sauber présents à Melbourne soit faite si l'équipe ne le fait pas rouler,,,,,. Van der Garde renonce finalement à poursuivre ses démarches pour participer au Grand Prix d'Australie et choisit de négocier avec Sauber pour trouver une solution à l'amiable acceptable pour régler cette situation,,. Sauber accepte de dédommager Van der Garde en lui versant 15 millions d'euros,. Ayant perdu quasiment toute chance de revenir en Formule 1, Van der Garde déclare à la mi-saison, penser au championnat DTM, chez BMW Motorsport.
En 2016, il est titulaire pour l'écurie Jota Sport en European Le Mans Series, où il pilote la Gibson 015S-Nissan engagée dans la catégorie LMP2. Il est sacré champion.
En 2017, il n'est pas présent en compétition automobile, ayant plutôt un rôle d'observateur des Grands Prix de Formule 1 et d'entraîneur pour les jeunes pilotes néerlandais, comme Steijn Schothorst. Il effectue une pige en août en Audi Sport TT Cup (en) sur le circuit de Zandvoort.
En 2018, il participera au Championnat du monde d'endurance FIA, oú il pilotera la Dallara P217-Gibson engagée dans la catégorie LMP2 par le Racing Team Nederland.

## Carrière
- 2002 : Formula Super A
- 2003 : Formule Renault 2000, 5e
- 2004 : Formule 3 Euro Series, 9e
- 2005 : Formule 3 Euro Series, 9e
- 2006 : Formule 3 Euro Series, 6e
- 2007 : World Series by Renault, 6e
  - Pilote essayeur en Formule 1 avec Spyker F1 Team et Super Aguri F1
- 2008 : World Series by Renault, champion
  - Pilote essayeur en Formule 1 avec Force India et Renault F1 Team
- 2009 : GP2 Series, 7e
- 2010 : GP2 Series, 6e
- 2013 : titulaire en Formule 1 avec Caterham F1 Team
- 2014 : Pilote essayeur en Formule 1 avec Sauber

## Résultats en championnat du monde de Formule 1
| Saison | Écurie           | Châssis | Moteur     | Pneus   | GP disputés | Podiums | Meilleurs tours | Abandons | Points inscrits | Classement |
| ------ | ---------------- | ------- | ---------- | ------- | ----------- | ------- | --------------- | -------- | --------------- | ---------- |
| 2013   | Caterham F1 Team | CT03    | Renault V8 | Pirelli | 19          | 0       | 0               | 4        | 0               | 22e        |

| Année | Écurie           | Châssis       | Moteur                   | 1      | 2      | 3      | 4      | 5       | 6      | 7       | 8      | 9      | 10     | 11     | 12     | 13     | 14     | 15      | 16      | 17     | 18     | 19     | 20     | Classement | Points |
| ----- | ---------------- | ------------- | ------------------------ | ------ | ------ | ------ | ------ | ------- | ------ | ------- | ------ | ------ | ------ | ------ | ------ | ------ | ------ | ------- | ------- | ------ | ------ | ------ | ------ | ---------- | ------ |
| 2012  | Caterham F1 Team | Caterham CT01 | Renault RS27‑2012 2.4 V8 | AUS    | MAL    | CHN TD | BHR    | ESP     | MON    | CAN     | EUR    | GBR    | GER    | HUN    | BEL    | ITA    | SIN    | JPN TD  | COR TD  | IND TD | ABU TD | USA    | BRA TD | –          | –      |
| 2013  | Caterham F1 Team | Caterham CT03 | Renault RS27‑2013 2.4 V8 | AUS 18 | MAL 15 | CHI 18 | BAH 21 | ESP Abd | MON 15 | CAN Abd | GBR 18 | ALL 18 | HON 14 | BEL 16 | ITA 18 | SIN 16 | JPN 15 | COR Abd | IND Abd | ABD 18 | USA 19 | BRE 18 |        | 22e        | 0      |
| 2014  | Sauber F1 Team   | Sauber C33    | Ferrari 059/3 1.6 V6 t   | AUS    | MAL    | BHR TD | CHN TD | ESP TD  | MON    | CAN     | AUT    | GBR TD | GER TD | HUN    | BEL TD | ITA TD | SIN    | JPN     | RUS     | USA    | BRA    | ABU    |        | –          | –      |

## Résultats aux 24 Heures du Mans
| Année | Écurie                | Équipiers                     | Voiture      | Classe | Tours | Pos.    | Class. Pos. |
| ----- | --------------------- | ----------------------------- | ------------ | ------ | ----- | ------- | ----------- |
| 2016  | G-Drive Racing        | Simon Dolan Jake Dennis       | Gibson 015S  | LMP2   | 222   | Abandon | Abandon     |
| 2018  | Racing Team Nederland | Frits van Eerd Jan Lammers    | Dallara P217 | LMP2   | 356   | 11e     | 7e          |
| 2019  | Racing Team Nederland | Frits van Eerd Nyck de Vries  | Dallara P217 | LMP2   | 340   | 26e     | 15e         |
| 2020  | Racing Team Nederland | Frits van Eerd Nyck de Vries  | Oreca 07     | LMP2   | 349   | 19e     | 15e         |
| 2021  | Racing Team Nederland | Frits van Eerd Job van Uitert | Oreca 07     | LMP2   | 356   | 16e     | 11e         |